# Rhopalocerus bakeri
Rhopalocerus bakeri is een keversoort uit de familie somberkevers (Zopheridae). De wetenschappelijke naam van de soort werd in 1915 gepubliceerd door Karl Maria Heller.